# آلما ماتر

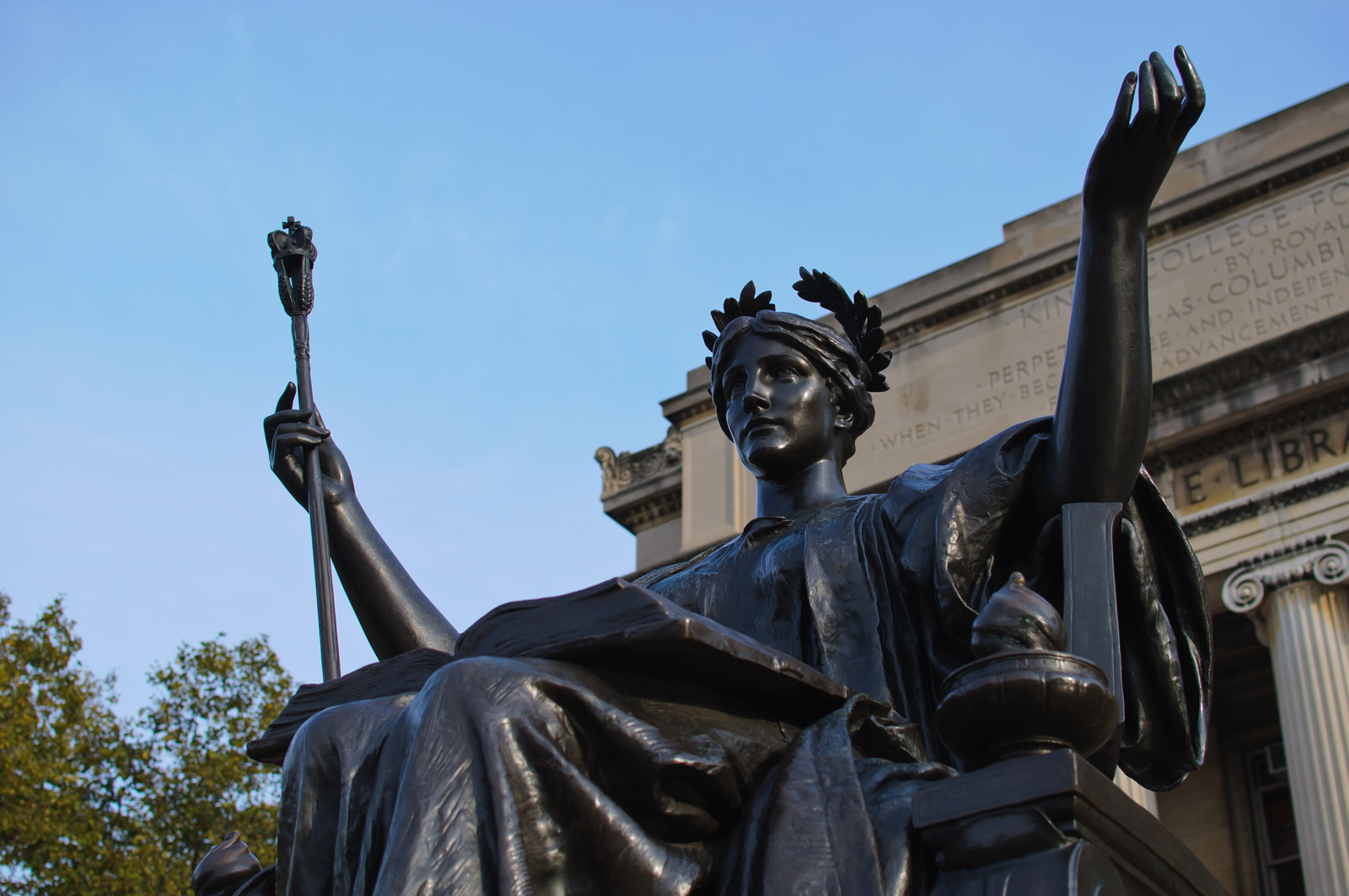
مجسمهٔ آلما ماتر در دانشگاه کلمبیا

آلما ماتر یا آموزش‌سرای مادر (به لاتین: Alma mater) (در لاتین: آلما به معنی «مغذی/مهربان» و mater به معنی «مادر» است) اصطلاحی است که در روم باستان به عنوان لقب برای الهه‌های مادر گوناگون به‌ویژه برای سرس یا کوبله و بعد از آن در مسیحیت برای مریم به کار می‌رفت. در میانه سده ۱۷ میلادی در مفهوم عام به معنی کسی یا چیزی که غذا فراهم می‌کند و در لاتین به معنی «مادر بخشنده» به کار می‌رفته‌است. در انگلیسی این واژه به هر نهاد آموزشی (معمولاً کالج یا دانشگاه) که فرد در آن تحصیل کرده و با مدرک کاردانی یا کارشناسی از آن فارغ‌التحصیل شده‌است گفته می‌شود. این اصطلاح همچنین ممکن است به شعار یا سرود مدرسه و دانشگاه اشاره داشته باشد.